# PhotoRec
PhotoRec é uma ferramenta de software de recuperação de dados e esculpimento de dados livre e de código aberto projetada para recuperar arquivos perdidos de memórias de câmeras digitais (CompactFlash, Memory Stick, Secure Digital, SmartMedia, Microdrive, MMC, unidades flash USB etc.), discos rígidos e CD-ROMs. Ele recupera a maioria dos formatos comuns de foto, incluindo JPEG, e também recupera arquivos de áudio incluindo MP3, formatos de documentos como OpenDocument, Microsoft Office, PDF e HTML e formatos de arquivmento incluindo ZIP.
O PhotoRec não tenta escrever na mídia danificada que o usuário pretende recuperar. Os arquivos recuperados são, em vez disso, escritos no diretório em que o PhotoRec está executando e qualquer outro diretório pode ser escolhido. Ele pode ser usado para recuperação de dados ou em um contexto de forense digital.

 O PhotoRec é fornecido com o TestDisk.